# Myrtle, Mississippi
Myrtle là một thành phố thuộc quận Union, tiểu bang Mississippi, Hoa Kỳ. Năm 2010, dân số của thành phố này là 490 người.

## Dân số
- Dân số năm 2000: 528 người.
- Dân số năm 2010: 490 người.